# Gmina Jarczów
Die Gmina Jarczów ist eine Landgemeinde im Powiat Tomaszowski der Woiwodschaft Lublin in Polen. Ihr Sitz ist das gleichnamige Dorf.

## Gliederung
Zur Landgemeinde Jarczów gehören folgende Ortschaften mit einem Schulzenamt:
Chodywańce
Gródek
Gródek-Kolonia
Jarczów
Jarczów-Kolonia Druga
Jarczów-Kolonia Pierwsza
Jurów
Korhynie
Łubcze
Nedeżów
Nowy Przeorsk
Plebanka
Przewłoka
Sowiniec
Szlatyn
Wierszczyca
Wola Gródecka
Wola Gródecka-Kolonia
Zawady
Weitere Orte der Gemeinde sind Leliszka und Pomiary.